# Тесленко Архип Юхимович
Архи́п Юхи́мович Тесле́нко (18 лютого (2 березня) 1882, с. Харківці Лохвицького повіту Полтавської губернії, нині — Лохвицького району Полтавської області — 15 (28) червня 1911, там само) — український письменник. Дядько Костянтина Тесленка.

## Життєпис
Архип Тесленко народився 18 лютого (2 березня) 1882 року в селі Харківці Лохвицького повіту на Полтавщині в родині підписаря. Любляча мати хотіла кращої долі для сина, то й віддала його в однокласну церковнопарафіяльну школу, яку він успішно закінчив (1894) і вступив до харківецької церковно-учительської школи. Малий Тесленко виявив неабиякий хист до науки й до красного письменства. Під впливом маминих пісень і казок він складає байки про однокласників.
Читає багато, переважно релігійної літератури. Не все в ній було йому зрозуміло. Тоді звертався до своїх наставників. Та замість відповіді чорносотенець-законоучитель виключає хлопця зі школи (1898) за «вільнодумство» та «безбожність».
З 1897 року почалося трудове життя юнака, спочатку на поденщині. На початку 1899 року він знайшов місце писарчука у волосному управлінні в Лохвиці. Високомірство, хабарі остогидли юнакові, він кидає писарчукування й 12 серпня цього ж року переходить у контору повітового нотаріуса Ф. І. Кисловського. Проте й тут довго витримувати наругу, знущання Кисловських, особливо примхи Кисловської, А. Тесленко був не в силі. Найгірше дошкуляло переслідування за читання книжок. А читав він дуже багато, недосипаючи ночами. Свої враження від побаченого, пережитого пробує занотувати віршами російською мовою («С праздником!», «С душой, полной смиренья»).
3 серпня 1901 року Тесленко виїжджає на станцію Долинську Харківсько-Миколаївської залізниці — навчитися на залізничного телеграфіста. Читання ночами при слабкому світлі дали свої наслідки, виявлені через чотири місяці лікарем: «слабість на очі», що стало причиною його звільнення. Тесленко повертається до батьків. Допомагає їм, водночас продовжує підготовку до іспиту на право вчителювання. Тут сходиться з місцевим учителем, з бібліотеки якого бере книжки українських і російських авторів, недоступних йому до цього часу. Розмови з учителем, прочитані книжки, живі спостереження життя пробудженого народу формують світогляд А. Тесленка, напрям якого відбився в його віршах: «В моем жилище», «Нищий», «Как мучительно терзаться» та інші.
Під впливом «Вечорів на хуторі біля Диканьки» М. Гоголя Тесленко пише етнографічно-побутовий нарис «Ночь на Ивана Купала в с. Харьковцах» і лірико-публіцистичний роздум «На досветках» (1902). 
Згодом Архип Тесленко захоплюється театром. Під впливом одвідування театру в м. Лохвиці, куди приїздили відомі українські актори, пише драму «Не стоїть жить». В 1903 році організовує в своєму селі аматорський драматичний гурток і сам бере участь у виставах. Свою драму Тесленко надсилає на відзив Кропивницькому, якого йому довелося бачити в Лохвиці.Кропинницький у листі до початкуючого автора вказав на хиби твору, але відзначив «іскру божу» в таланті письменника і порадію працювати далі, вдосконалювати художню майстерність.  
У 1905 році Архип Тесленко вступив до революційної організації «Селянська спілка». Цього ж року за участь у селянських заворушеннях був заарештований, наступного (1906 року) заарештований удруге і засланий спочатку на Вологодщину, а потім у Вятську губернію. Перехворів тифом у Бутирці, слабого й немічного погнали пішим етапом до Вятської губернії, куди він прибув 25 грудня 1908 року, а наступного дня того ж року закінчувався строк його заслання.
Протягом осені 1909 та весни 1910 року письменник публікує статті, у яких рішуче засуджує антинародні дії російського царизму, до кінця залишаючись вірним демократичним ідеалам. 1910 року повернувся до рідного села, де хворий на сухоти й виснажений арештами й засланнями невдовзі помер.
Письменник Семен Сумний написав повість «Молодість Тесленка» (К., 1949), івано-франківський письменник Степан Процюк є автором роману про Архипа Тесленка під назвою «Чорне яблуко».
|  | Тесленко — наймолодший класик у нашій літературі, — каже автор. — Він помер 29-річним у рідному селі Харківці на Полтавщині. Може, і жінки не знав ніколи. У романі є лінія про платонічне кохання. Вона займає половину твору. Казали, він любив одну селянку. Також описав його дитинство, стосунки з батьками, перебування у в’язниці, повільне вмирання. Показав його мучеником за правду, дуже тонкою і вразливою людиною. |

## Творчість
Архип Тесленко почав писати поезії російською мовою 1902 року, потім продовжив українською.
Костя Буревій, досліджуючи питання датування початку творчості письменника, на основі аналізу рукопису перших віршів Архипа Тесленка робить припущення, що письменник почав писати ще у шкільному віці.
Перші оповідання, написані 1904, були надруковані 1906 року в журналі «Нова Громада» і газетах «Громадська думка» та «Рада». Пізніше Тесленко друкував оповідання й дописи із селянського життя також у газеті «Село» та часописі «Світло».
Низка оповідань Тесленка — «За пашпортом», «Хуторяночка», «Радощі», «Наука», «Школяр» (усі 1906) — присвячена зображенню нужденного й безправного життя українського селянства за царату. Тематично близькі до названих автобіографічні оповідання «Немає матусі», «Поганяй до ями!» (1910), «Що б з мене було» (1911); теж на власному досвіді написані тюремні оповідання «На чужині», «В тюрмі» (1910). В оповіданнях «Любов до ближнього», «У схимника» (1906) зображено служителів офіційного православ'я чужим інтересам українського населення. Одним із найкращих творів Тесленка є повість «Страчене життя» (1910), у якій на тлі життя бідної селянської родини показана доля дівчини-вчительки, доведеної умовами жорстокої дійсності до самогубства.
Критика своєчасно помітила визначний талант Архипа Тесленка і живу мову розповіді, у якій поєднані традиції української класики (зокрема Марка Вовчка) з елементами імпресіонізму; тюремні й деякі інші оповідання Тесленка мовою і манерою розповіді близькі до ранніх оповідань Володимира Винниченка.
Твори Тесленка перевидавалися багато разів. Найповніші видання: «З книги життя» (1912, 1918, 1925), «Повне зібрання творів» (1928), «Твори» (1956) та ін.

## Пам'ять

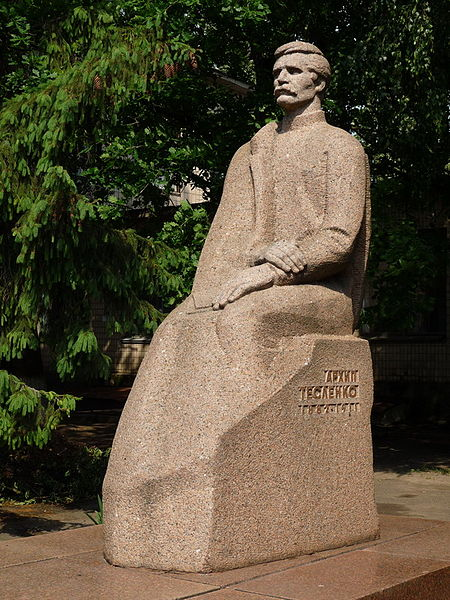
Пам'ятник А. Тесленку в Лохвиці

Меморіальна таблиця А. Тесленку в Києві на вул. Петлюри, 8

У селі Харківцях засновано літературно-меморіальний музей А. Тесленка.
У райцентрі Лохвиці 1974 року перед районним Будинком культури відкрито пам'ятник Архипу Тесленку роботи видатного українського скульптора Інни Коломієць.
На будинку в Києві, де у 1905—1909 роках перебував Архип Тесленко, 19 вересня 1964 року було встановлено меморіальну таблицю (граніт; архітектор І. І. Макушенко).

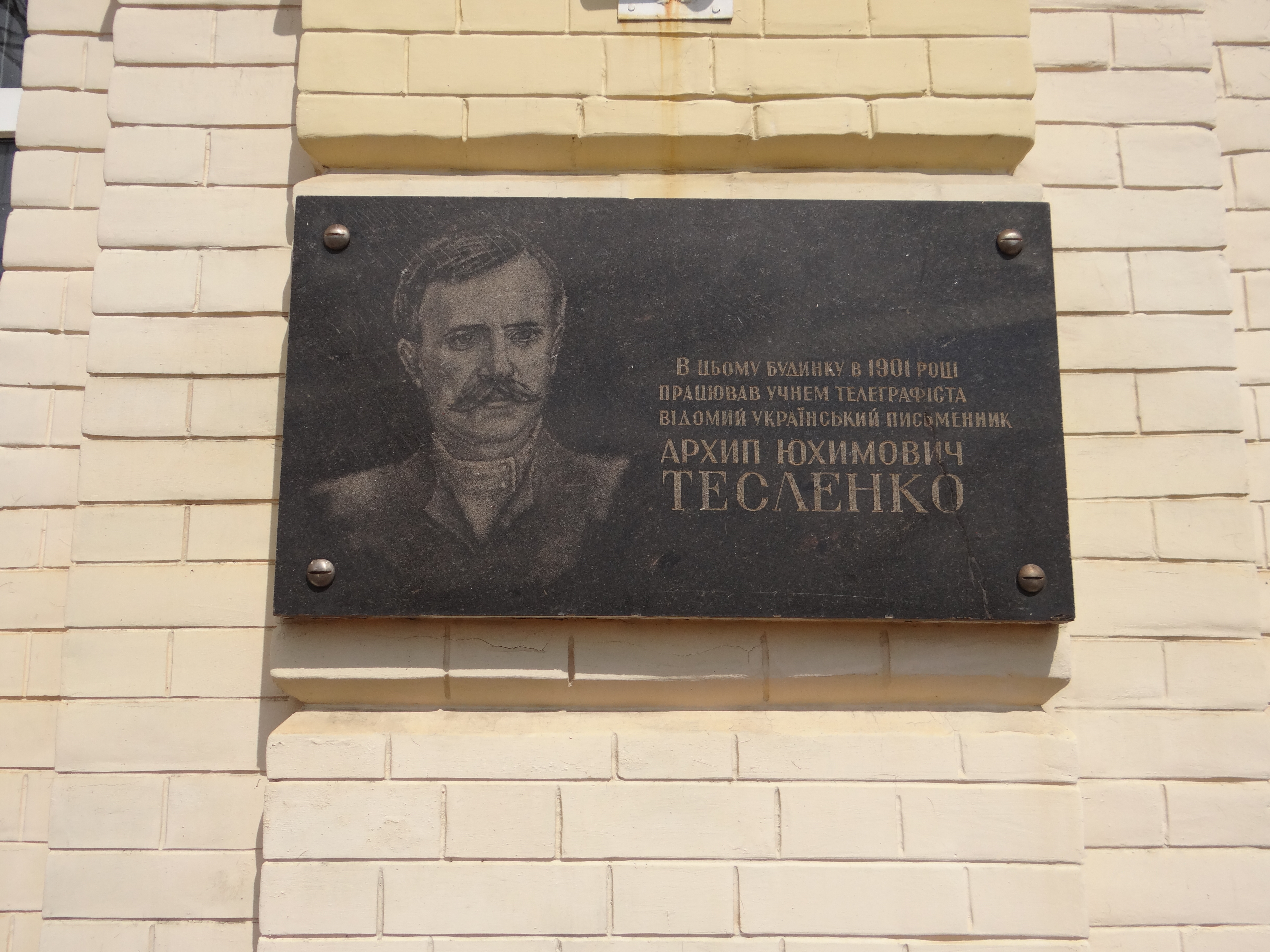
Меморіальна таблиця на будівлі станції Долинська (Кіровоградська область)

У райцентрі Долинська на однойменній станції встановлена меморіальна таблиця.
У Львові, Луцьку, Кривому Розі, Маріуполі, Запоріжжі, Сімферополі, Городку та багатьох інших містах і селах України на пошану Архипа Тесленка названо вулиці.
Головним редактором Міжнародного незалежного чесько-українського літературного часопису "Мандрівник" Олегом Павлівом засновано Міжнародну літературно-краєзнавчу премію ім. Архипа Тесленка.

## Видання творів
- Тесленко А. Страчене життя: оповідання;— Київ: Накладом Укр.-рус. вид. спілки, 1911 — 90 с.
- Тесленко А. З Книги життя: оповідання — Київ: Вік, 1912 — 307 с. + 1 портр. автора (Українська бібліотека № 21).
- Тесленко А. З Книги життя: оповідання; Вступ. ст. С. Черкасенка — Київ: Друкарня Акц. Т-ва «Петро Барський» — 248 c. + I-XXVIII - тит. арк, вступ. ст.
- Тесленко А. Оповідання. Частина I.; з передм. В. Чередниченко — Полтава: Видання Полт. спілки споживчих товариств, 1918 — 102 с. — (Просвітянська книгозбірня; № 2).
- Тесленко А. Оповідання. Частина II. — Полтава: Видання Полт. спілки споживчих товариств, 1918 — 94 с.
- Тесленко А. «Що б з його було?» — Харків: Вид-во ЦК ЛКСМУ, 1922.
- Тесленко А. З книги життя: оповідання; за ред. і з передм. С. Єфремова — Вид. 3-тє — Харків: Держ. вид-во України, 1925. — 263 с. — (Бібліотека української класики).
- Тесленко А. Вибрані оповідання; за ред. М. Івченка — Вид. 2-ге. — Київ: Вид. Т-во «Час», 1927 — 167, [1] с.
- Тесленко А. Повне зібрання творів; за ред. та з переднім словом С. Єфремова — Харків ; Київ: Держ. вид-во України, 1928-1929 — 575 с., 1 арк. портр. — (Бібліотека українських класиків).
- Тесленко А. В пазурях у людини; передм. Т. Скрипченко  — Харків: Книгоспілка, 1930 — 65 с.
- Тесленко А. Що б з мене було?; передм. Ю. Лавриненка — Харків: Кооп. вид-во ВУРПС УКРАЇНСЬКИЙ РОБІТНИК, 1930 — 46 с. (Дешева дитяча бібліотека).
- Тесленко А. За пашпортом: збірка оповідань (За пашпортом, Хуторяночка, Школяр, У схимника, Поганяй до ями) — Харків: ЛІТЕРАТУРА І МИСТЕЦТВО, 1935 — 48 с. (Масова бібліотека художньої літератури).
- Тесленко А. Вибрані твори в одному томі; передм. А. Хвилі, художн. А. Середа — Харків: Державне літературне видавництво, 1936 — 291 с. + 1 портр. автора.
- Тесленко А. За пашпортом. У схімника — Київ: Держ. літ. вид-во, 1936 (Бібліотека малописьменного).
- Тесленко А. Вибрані твори; вступ. ст. Л. Смілянського, портр.-дереворит роботи К. Козловського — Київ: Молодий більшовик, 1936 — 238 с. (Українська класична література.)
- Тесленко А. Страчене життя; ілюстр. О. Довгаля, обкл. Д. Журавецького — Київ: Вид-во дит. л-ри ЦК ЛКСМУ , 1938 — 60 с. (Шкільна бібліотека).
- Тесленко А. Страчене життя — Київ: Держлітвидав, 1947 — 46 с. (Бібліотека художньої літератури).
- Тесленко А. Школяр; мал. В. Касіяна — Киів: Молодь, 1947.
- Тесленко А. З книги життя; Художн. В. Хоменко — Київ: Радянський письменник, 1949 — 220 с.
- Тесленко А. Вибрані твори; упорядк. та критико-біограф. нарис С. Крижанівського, художн. В. Стеценко — Київ: Держлітвидав, 1950 — 195 с. + 1 портр. автора.
- Тесленко А. Оповідання («Радощі», Немає матусі!, В тюрмі, Що робити?). Мал. Л. Капітана — Київ: Держлітвидав, 1955 — 44 с.
- Тесленко А. Твори — Київ: Держлітвидав, 1956 — 542 с.
- Тесленко А. Вибрані твори — Київ: Молодь, 1958 — 294 с. + 1 портр. автора (Шкільна бібліотека).
- Тесленко А. Повне зібрання творів — Київ: Наукова думка, 1967 — 548 с.
- Тесленко А. За пашпортом: Вибрані твори; мал. В. Якубича — Київ: Веселка, 1974. — 160 с.
- Тесленко А. За пашпортом: Вибрані твори; передм. О. Непорожньго — Київ: Веселка, 1977. — 259 с. — (Шкільна бібліотека).
- Тесленко А. Твори; іл.: П. Вишняк, О. Івахненко — Київ: Дніпро, 1977 — 206 с.: портр.
- Тесленко, А. Страчене життя: Оповідання. Повість – К.: Дніпро, 1981. – 239 с.
- Тесленко А. Прозові твори; Драматичні твори; Вірші; Листи — Київ: Наукова думка, 1988 — 480 с.: портр. — (Б-ка укр. літ. Дожовт. укр. літ.).
- Тесленко А.'Школяр: прозові твори; передм. М. Грицюти, мал. В. Якубича, портр. роботи В. Касіяна – К.: Веселка, 1989. – 287 с.
- Тесленко А. Вибрані твори — Київ: Центр учбової літератури, 2020 — 348 с. (Класика української літератури) ISBN 9786110114752.
- Тесленко А. Любов до ближнього. Страчене життя. Школяр — Київ: Центр учбової літератури, 2021 — 72 с. (Класика української літератури) ISBN 9786176735441.